# Kammarrättspresident
Kammarrättspresident är domare som är administrativ chef för en kammarrätt. Kammarrättspresidenten utses av regeringen och anställs med fullmakt.
Kammarrättspresidenten är en ordinarie domare, som genom sin chefsposition är ansvarig för att kammarrätten bedriver sin verksamhet i enlighet med gällande rätt och att domstolen hushållar med sina tilldelade ekonomiska medel. Det är även kammarrättspresidenten som ansvarar för kammarrättens interna styrning och kontroll.
Den domare som är chef för en hovrätt kallas på motsvarande vis hovrättspresident.
| Kammarrätt               | Kammarrättspresident | Tillträdde |
| ------------------------ | -------------------- | ---------- |
| Kammarrätten i Göteborg  | Jörgen Nilsson       | 2024       |
| Kammarrätten i Jönköping | Monica Dahlbom       | 2016       |
| Kammarrätten i Stockholm | Stefan Holgersson    | 2021       |
| Kammarrätten i Sundsvall | Ylva Johansson       | 2016       |

För tidigare ämbetsinnehavare, se de enskilda artiklarna.